# Gudda Gudda
Carl Lilly Jr. (New Orleans, 11 maart 1983), beter bekend onder zijn artiestennaam Gudda Gudda, is een Amerikaanse rapper, die getekend is bij Young Money Entertainment.

## Biografie
Gudda Gudda groeide op in New Orleans Westbank. In 2002 Begon Lil Wayne samen met Gudda Gudda, Kidd Kidd, Supa Blanco, T-Streets, Young Yo een rapformatie genaamd Sqad Up.

## Discografie

### Mixtapes
| Jaar | Titel             |
| ---- | ----------------- |
| 2009 | Guddaville        |
| 2010 | Back 2 Guddaville |
| 2012 | Guddaville 3      |
| 2013 | Redrum            |

### Samenwerking Mixtapes
| Jaar | Titel                  | Opmerkingen             |
| ---- | ---------------------- | ----------------------- |
| 2002 | SQ1                    | met Lil Wayne & Sqad Up |
| 2002 | SQ2 - This Is The Sqad | met Lil Wayne & Sqad Up |
| 2002 | SQ3                    | met Lil Wayne & Sqad Up |
| 2002 | SQ4                    | met Lil Wayne & Sqad Up |
| 2003 | SQ5                    | met Lil Wayne & Sqad Up |
| 2003 | SQ6                    | met Lil Wayne & Sqad Up |
| 2003 | SQ7 - 10,000 Bars      | met Lil Wayne           |

### Samenwerking Albums
| Jaar | Titel              | Opmerkingen     |
| ---- | ------------------ | --------------- |
| 2009 | We Are Young Money | met Young Money |
| 2009 | Certified          | met Lil Flip    |